# Andi Zeqiri
Andy Zeqiri (Lausanne, 1999. június 22. –) svájci válogatott labdarúgó, a belga Standard Liège csatára kölcsönben a Genk csapatától.

## Pályafutása

### Klubcsapatokban
Zeqiri a svájci Lausanne városában született. Az ifjúsági pályafutását a helyi Stade Lausanne Ouchy és a Lausanne-Sport csapatában kezdte, majd kölcsönben az olasz Juventus akadémiájánál folytatta.
2015-ben mutatkozott be a Lausanne-Sport másodosztályban szereplő felnőtt keretében. 2020-ban az első osztályban érdekelt Brighton & Hove Albion szerződtette. 2020. december 20-án, a Sheffield United ellen 1–1-es döntetlennel zárult bajnokin debütált. A 2021–22-es szezonban a német Augsburg csapatát erősítette kölcsönben. 2022. augusztus 2-án egyéves kölcsönszerződést kötött a Basel együttesével. Először a 2022. augusztus 7-ei, Young Boys ellen 0–0-ás döntetlennel végződő mérkőzésen lépett pályára. Első két ligagólját 2022. augusztus 28-án, a Zürich ellen idegenben 4–2-re megnyert találkozón szerezte meg.
2023. szeptember 5-én három évre a belga Genkhez szerződött. A 2024–25-ös szezonban a szintén belga Standard Liège csapatát erősítette kölcsönben.

### A válogatottban
Zeqiri az U15-östől az U21-esig minden korosztályú válogatottban képviselte Svájcot.
2021-ben debütált a felnőtt válogatottban. Először a 2021. szeptember 1-jei, Görögország ellen 2–1-re megnyert barátságos mérkőzés 69. percében, Haris Seferovićot váltva lépett pályára. Első gólját 2024. november 18-án, Spanyolország ellen 3–2-re elvesztett Nemzetek Ligája mérkőzésen szerezte meg.

## Statisztika
2023. május 29. szerint.
| Klub                   | Szezon   | Bajnokság              | Bajnokság | Bajnokság | Kupa  | Kupa  | Nemzetközi | Nemzetközi | Összesen | Összesen |
| Klub                   | Szezon   | Bajnokság              | Mérk.     | Gólok     | Mérk. | Gólok | Mérk.      | Gólok      | Mérk.    | Gólok    |
| ---------------------- | -------- | ---------------------- | --------- | --------- | ----- | ----- | ---------- | ---------- | -------- | -------- |
| Lausanne-Sport         | 2014–15  | Swiss Challenge League | 3         | 0         | 0     | 0     | —          | —          | 3        | 0        |
| Lausanne-Sport         | 2015–16  | Swiss Challenge League | 14        | 2         | 0     | 0     | —          | —          | 14       | 2        |
| Lausanne-Sport         | 2017–18  | Swiss Super League     | 19        | 2         | 0     | 0     | —          | —          | 19       | 2        |
| Lausanne-Sport         | 2018–19  | Swiss Challenge League | 24        | 7         | 1     | 1     | —          | —          | 25       | 8        |
| Lausanne-Sport         | 2019–20  | Swiss Challenge League | 33        | 17        | 4     | 5     | —          | —          | 37       | 22       |
| Lausanne-Sport         | 2020–21  | Swiss Super League     | 1         | 0         | 1     | 1     | —          | —          | 2        | 1        |
| Lausanne-Sport         | Összesen | Összesen               | 94        | 28        | 6     | 7     | 0          | 0          | 100      | 35       |
| Brighton & Hove Albion | 2020–21  | Premier League         | 9         | 0         | 4     | 1     | —          | —          | 13       | 1        |
| Augsburg (kölcsönben)  | 2021–22  | Bundesliga             | 22        | 2         | 1     | 0     | —          | —          | 23       | 2        |
| Basel (kölcsönben)     | 2022–23  | Swiss Super League     | 30        | 11        | 3     | 1     | 17         | 6          | 50       | 18       |
| Összesen               | Összesen | Összesen               | 155       | 41        | 14    | 9     | 17         | 6          | 186      | 56       |

### A válogatottban
| Válogatott | Év       | Pályára lépés | Gól |
| ---------- | -------- | ------------- | --- |
| Svájc      | 2021     | 5             | 0   |
| Svájc      | 2022     | 2             | 0   |
| Svájc      | 2023     | 4             | 0   |
| Svájc      | 2024     | 4             | 1   |
| Svájc      | 2025     | 1             | 0   |
| Összesen   | Összesen | 16            | 1   |

#### Góljai a válogatottban
| # | Időpont            | Helyszín                                                                 | Ellenfél      | Gólok | Eredmény | Kiírás                     |
| - | ------------------ | ------------------------------------------------------------------------ | ------------- | ----- | -------- | -------------------------- |
| 1 | 2024. november 18. | Estadio Heliodoro Rodríguez López, Santa Cruz de Tenerife, Spanyolország | Spanyolország | 2–2   | 2–3      | 2024–25-ös Nemzetek Ligája |

## Sikerei, díjai
Lausanne-Sport
- Swiss Challenge League
  - Feljutó (2): 2015–16, 2019–20